# Trachyloma
Trachyloma, rod pravih mahovina smještedn u vlastitu porodicu Trachylomataceae, dio reda Hypnales. Postoji nekoliko vrsta,

## Vrste
1. Trachyloma concavifolium N.G.Mill. & Manuel
2. Trachyloma dimorpha (Dixon) Magill
3. Trachyloma diversinerve Hampe
4. Trachyloma indicum Mitt.
5. Trachyloma planifolium (Hedw.) Brid.
6. Trachyloma pycnoblastum Müll.Hal.
7. Trachyloma wattsii Broth.